# Leutold I di Kuenring-Dürnstein
Leutold I di Kuenring-Dürnstein (1243 – 18 giugno 1312) apparteneva alla stirpe ministeriale dei Kuenringer dell'Ostarrîchi ed è considerato il "terzo fondatore" (tertius fundator) del monastero di Zwettl dopo Hadmar I e Hadmar II.

## Biografia

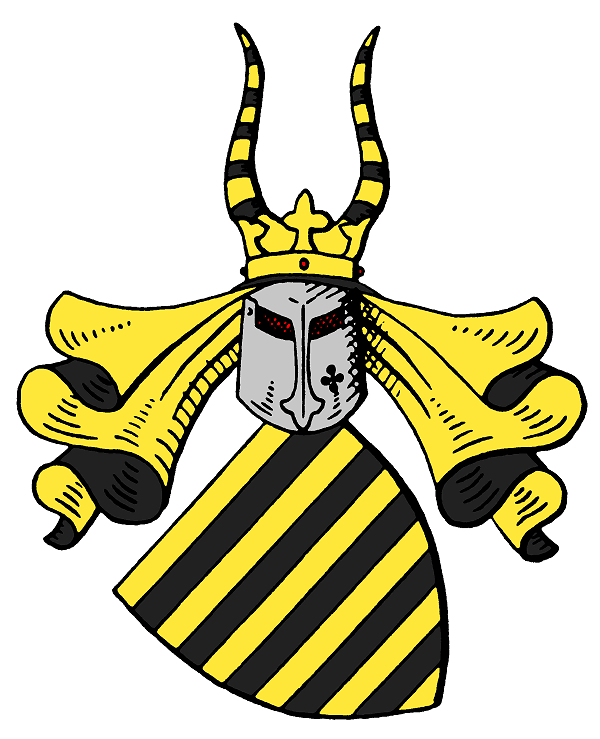
Stemma dei Kuenringer

Leutold I fu il primogenito di Albero V (*~1210/15-† 8 gennaio 1260), capostipite della linea collaterale dei Kuenring-Dürnstein, e di Gertrude di Wildon. Il centro degli interessi dei Kuenring si trovava a Dürnstein e a Weitra, dopo che una divisione della stirpe era avvenuta sotto il padre Albero V. Dopo la morte di Albero nel 1260, suo fratello Enrico IV, capostipite della linea collaterale di Kuenring-Weitra-Seefeld, assunse il ruolo di guida della casata. Sia il padre che lo zio di Leutold furono tra i pilastri del dominio del re boemo Ottocaro II in Austria, mentre Leutold ei suoi due fratelli minori, Albero VI (*1244/45-† 1278) ed Enrico VI (*1252-† 31 gennaio 1286) si schierarono con il re Rodolfo I d'Asburgo. Leutold ei suoi due fratelli combatterono al fianco di Rodolfo contro Ottocaro nel 1278 nella battaglia di Dürnkrut e Jederspeigen, durante la quale cadde il fratello di Leutold, Albero.
Dopo che suo zio Enrico e suo figlio omonimo - i suoi parenti della linea collaterale di Weitraer - avevano perso i loro beni e i loro uffici a causa di una cospirazione contro Rodolfo ed erano fuggiti in esilio, Leutold divenne l'esponente più anziano della stirpe. Il 21 luglio 1280 prese in pegno da Rodolfo I la città e la corte distrettuale di Zwettl e vi soggiornò spesso, come risulta dai documenti da lui sigillati a nel suddetto luogo. Essendo una delle personalità più importanti della stirpe dei Kuenring, non fu solo un patrono della città, donando un mulino al Bürgerspital nel 1295, ma anche del monastero di Zwettl.
Come consiglieri giurati, lui e suo fratello Enrico sostennero il successore di re Rodolfo, Alberto I, nell'amministrazione del paese. Leutold sposò in prime nozze Agnese di Feldsberg intorno al 1269, e suo fratello sposò in prime nozze la sorella di questa, Alheid, nel 1276. Entrambi i matrimoni portarono ai Kuenringer la signoria di Feldsberg e al feudo di Seefeld, che in seguito divenne uno dei centri di potere dei Kuenringer.
Inizialmente il buon rapporto di Leutold con Alberto si deteriorarono a causa del suo rifiuto di confermare i diritti di Landherren. Dopo lo scoppio di una fallimentare rivolta nobiliare nel 1295, a capo della quale fu posto anche Leutold di Kuenring, questo dovette sottomettersi e giurare fedeltà con un documento del 25 giugno 1296, che si tradusse anche nella perdita definitiva del castello e della città di Weitra. Alberto era così riuscito a impedire l'emergere di un dominio compatto dei Kuenringer nell'alto Waldviertel. Ciò nonostante, Leutold continuò ad essere uno dei nobili più ricchi e potenti del paese, anche se il pegno temporaneo di Wolfstein e Spitz indebolì temporaneamente il potere dei Kuenringer nella Wachau.

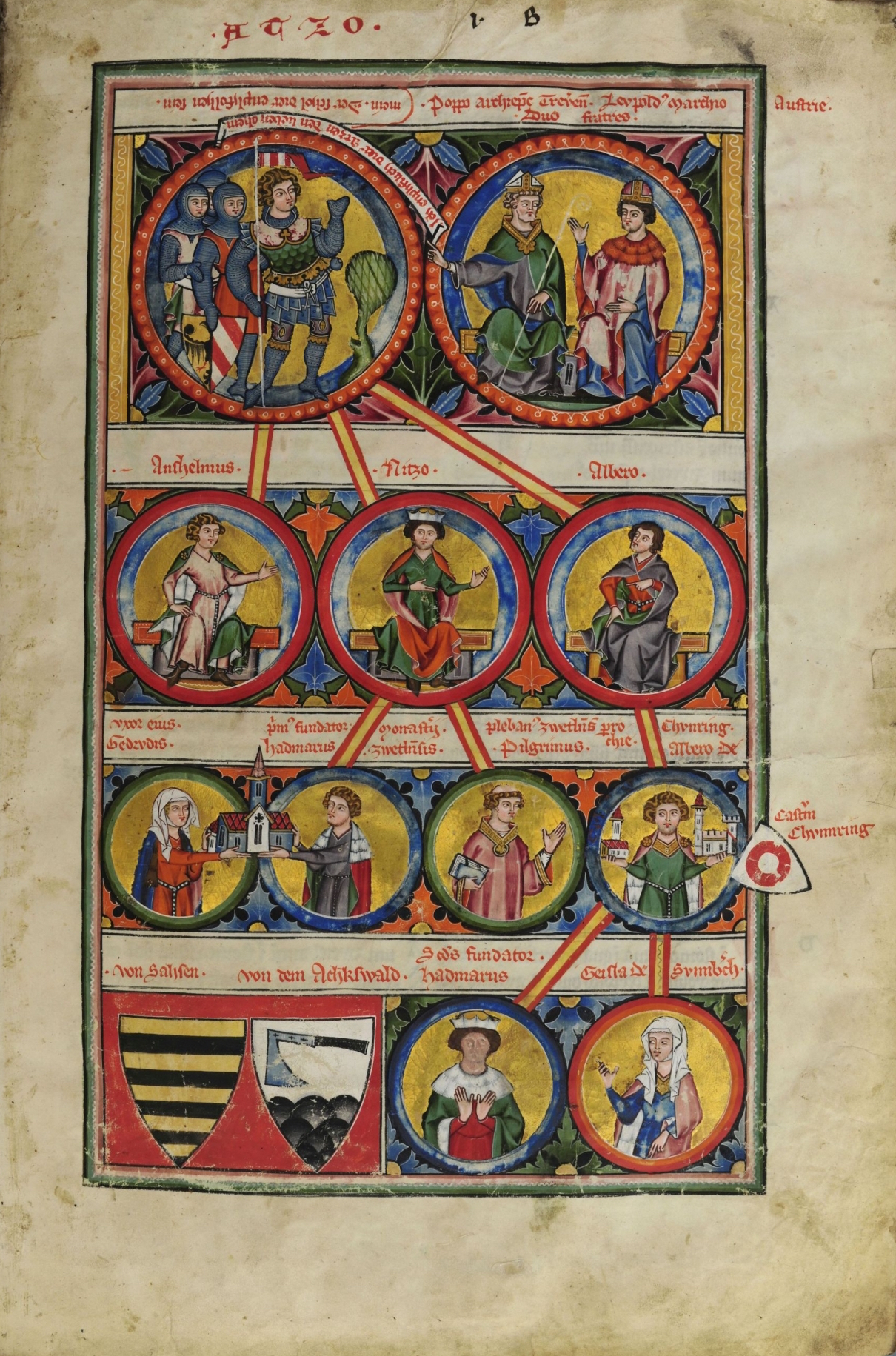
Albero genealogico dei Kuenringer sul fol. 8r del "Bärenhaut"

Leutold si occupò personalmente dell'amministrazione dei suoi possedimenti e dell'Hausekloster di Zwettl, riconciliando questa istituzione religiosa con la sua stirpe grazie a ricche donazioni dopo i danni causati dal nonno e prozio Hadmar III e suo fratello minore Enrico III (I), i "cani di Kuenring". La compilazione del libro dei fondatori di Zwettl, il Bärenhaut, è strettamente legato al suo agire, e l'abate Ebro (1273-1304) promosse la compilazione dei documenti di Zwettler in cui sono documentate la storia della stirpe e le donazioni al monastero. Tutto questo gli valse la designazione di tertius fundator.
Parla per la sua generosità il fatto che, oltre a Zwettl, finanziò anche le suore del convento cistercense di San Bernardo vicino a Horn, il convento domenicano di Imbach fondato dai suoceri Albero di Feldsberg e Gisela di Ort nel 1269, e l'abbazia di Nostra Signora degli Scozzesi a Vienna vicino alla sua residenza cittadina. Secondo un documento dell'11 marzo 1289, egli avviò per l'Ordine di Santa Chiara un cantiere per l'erezione di un edificio monastico a Dürnstein, fondando il monastero delle clarisse a Dürnstein nel 1294 e sembra che abbia preso in considerazione l'idea di entrare lui stesso nel monastero. Su istigazione di Alberto I, che non voleva perdere Leutold a causa dei voti, sposò Agnese di Asberg all'inizio del 1300, parente di Alberto che sembra fosse imparentata anche con santa Elisabetta di Turingia. Questo matrimonio non solo sottolinea il rango di Leutold, ma anche la dignità secolare e spirituale dei monaci Zwettl.
Dopo la morte di Leutold I di Kuenring-Dürnstein nel 1312, la sua vedova inizialmente tenne insieme la proprietà, e in seguito passarono in eredità a varie stirpi nobili. Gran parte dei possedimenti nella Wachau con la sede di Dürnstein giunse alla stirpe dei Maissau tramite la nipote di Leutold, e un'altra parte andò alla stirpe dei Wallsee tramite Elsbeth di Kuenringer. Nizzo II (*~1346/47-† 1405) della linea collaterale di Weitra, che si faceva chiamare di Kuenring-Seefeld, continuò la stirpe.